# Sông Trà Khúc
Sông Trà Khúc là con sông lớn nhất ở tỉnh Quảng Ngãi, Việt Nam .

## Từ nguyên
Tên "Trà Khúc" mang giọng Chiêm vì "Trà" có gốc từ jaya trong tiếng Phạn, và là một trong bốn họ chính thống của các vua Chiêm: On, Ma, Trà, Chế. Tương tự với địa danh Trà Bồng, Trà Câu.

## Dòng chảy
Sông Trà Khúc phát nguồn từ núi Đắc Tơ Rôn với đỉnh cao 2.350 m, do hợp nước của bốn con sông lớn là sông Rhe, sông Xà Lò (Đắk Xà Lò), sông Rinh (Drinh), sông Tang (Ong). Chỗ ngã tư đó còn gọi là ngã tư Ly Lang.
Sông từ đó chảy theo hướng đông qua ranh giới các huyện Sơn Hà, Sơn Tịnh, Tư Nghĩa, thành phố Quảng Ngãi và đổ ra cửa Đại Cổ Lũy (Chiêm lũy lịch môn). 15°08′42″B 108°53′47″Đ / 15,145037°B 108,896356°Đ
Sông Trà Khúc có độ dài khoảng 135 km, trong đó có khoảng 1/3 chiều dài sông chảy qua vùng núi và rừng rậm, có độ cao 200- 1.000m, phần còn lại chảy qua vùng đồng bằng.
Đây là con sông có độ dốc lớn. Đầu nguồn của sông có công trình thủy lợi Thạch Nham nên khi chảy về hạ lưu ở địa bàn thành phố Quảng Ngãi, huyện Tư Nghĩa và huyện Sơn Tịnh nguồn nước trở nên cạn kiệt. Mùa mưa, sông thường gây lũ lớn.

## Trong văn hóa đại chúng
Bờ xe nước (guồng nước) của sông đã từng là hình ảnh đi vào thi ca. Chính thức ngừng hoạt động năm 1993, mang nước tưới tiêu cho các đồng ruộng mía xứ Quảng; nhưng bây giờ bờ xe nước đã đi vào ký ức. Dự án khôi phục bờ xe nước đã được triển khai.
Cặp núi Thiên Ấn và sông Trà Khúc là biểu tượng của tỉnh Quảng Ngãi. Bài ca Nhớ Đàn Xe Nước của tác giả Văn Đông, trong đó có câu: Ta nhớ quê ta có núi Ấn sông Trà.

## Tai nạn
Trưa 15/4/2016, 11 học sinh lớp 6 trường THCS Nghĩa Hà ra sông Trà Khúc - đoạn thuộc thôn Thanh Khiết, xã Nghĩa Hà, TP Quảng Ngãi - chơi, 9 em tuổi 12-13 đã bị chết đuối, chỉ còn 2 em nữ ở trên bờ.